# Redik Soar
Redik Soar (mit bürgerlichem Namen Karl Kider, * 1. Apriljul. / 13. April 1882greg. in Kiriku, Gemeinde Valjala; † 27. März 1946 in Kodasoo, Kreis Kuusalu) war ein estnischer Schriftsteller und Journalist.

## Leben
Soar wurde als unehelicher Sohn einer Kätnerin geboren und schloss 1901 die Stadtschule von Kuressaare ab. Anschließend arbeitete er bei der Post und der staatlichen Sparkasse. Nachdem er einige pädagogische Kurse in Valga und Haapsalu besucht hatte, bekleidete er verschiedene Positionen im Schuldienst, worunter auch Anstellungen in estnischen Siedlungen auf der Krim und im Kaukasus waren (1907–1911). Ab 1913 war er in der Redaktion des „Tartu Päevaleht“ (‚Tartuer Tageblatt‘), wurde 1915 jedoch mobilisiert und nahm auf russischer Seite am Ersten Weltkrieg teil. Als an dessen Ende Estland von den deutschen Truppen besetzt wurde, wurde er inhaftiert.
Von 1919 bis 1926 war er in verschiedenen Zeitungsredaktionen tätig, danach betrieb er einen Neusiedlerhof in Kodasoo. Während der deutschen Besetzung Estlands im Zweiten Weltkrieg war er von 1942 bis 1944 wieder als Lehrer tätig.

## Werk
Als Schüler beteiligte er sich 1901 gemeinsam mit Johannes Aavik und Villem Grünthal-Ridala an der handgeschriebenen Zeitschrift Nooreestlane ('Jung-Este'), die im Allgemeinen als Vorläuferin der Noor-Eesti-Gruppierung angesehen werden kann. Im Gegensatz zu Aavik und Grünthal-Ridala ist Soar allerdings relativ unbekannt geblieben.
Später veröffentlichte er in der Presse Artikel, Kurzprosa und Reisereportagen. Als Buchpublikationen folgten Memoiren und einige Schauspiele, teilweise auch für Jugendliche. Da Soar an derselben Schule arbeitete, an der vorher Jaan Oks gewesen war, über den er auch Erinnerungen veröffentlichte, wurde ihm später vorgeworfen, er habe sich bei Jaan Oks’ Manuskripten bedient, als er sich an die Abfassung eigener Werke machte, was seinen Ruf nachhaltig beeinträchtigt hat. Auch wenn Friedebert Tuglas zu dem Schluss kam, dass die beiden Autoren völlig verschieden sind und Soar kein Plagiat begangen habe, ist der Autor heute weitgehend vergessen.

## Bibliografie
- Esimesilt päiwilt. ('Von den ersten Tagen'). Tartu: Postimees 1921. 89 S.
- Loiguääre. Jutustus ('Pfützenrand. Erzählung'). Tallinn: R. Soar 1925. 96 S.
- Jõuluöö. Jõulunäidend muusika ja lauludega viies pildis ('Heilige Nacht. Weihnachtsschauspiel mit Musik und Liedern in fünf Bildern'). Tallinn: R. Soar 1927. 59 S.
- (als Karl Kider:) Ärimehe veri. Näidend kolmes vaatuses ('Das Blut eines Geschäftsmannes. Schauspiel in drei Akten'). Tallinn: Eesti Ühistegeline Liit 1930. 37 S.
- (als Karl Kider:) Vestlusi ühistegevusest ('Gespräche über Gemeinschaftsarbeit'). Tallinn: K. Kider 1934. 234 S.

## Sekundärliteratur
- Friedebert Tuglas: Redik Soarist, in: Looming 3/1976, S. 467–470.
- Oskar Kuningas: 100 aastat Redik Soare sünnist, in: Looming 4/1982, S. 573–575.